# Lista monumentelor istorice din județul Brașov - C

Simbol pentru monumentele istorice

Lista monumentelor istorice din județul Brașov - C cuprinde monumentele istorice înscrise în Patrimoniul cultural național al României și aflate în localități ce încep cu litera C din județul Brașov.
Lista completă este menținută și actualizată periodic de către Ministerul Culturii, Cultelor și Patrimoniului Național din România, prin intermediul Institutului Național al Patrimoniului, ultima versiune datând din 2015. Această listă cuprinde și actualizările ulterioare, realizate prin ordin al ministrului culturii.
| Cod LMI                                           | Denumire                                                                                       | Localitate                       | Localizare | Datare, Creatori                                                               | Imagine               | Erori             |
| ------------------------------------------------- | ---------------------------------------------------------------------------------------------- | -------------------------------- | --- | ------------------------------------------------------------------------------ | --------------------- | ----------------- |
| BV-I-s-A-11267 (RAN: 40250.01)                    | Situl arheologic de la Codlea                                                                  | oraș Codlea                      | „Măgura Codlei” |                                                                                | Încarcă foto \| video | Raportează eroare |
| BV-I-m-A-11267.01 (RAN: 40250.01.02)              | Fortificația medievală                                                                         | oraș Codlea                      | „Măgura Codlei”, pe primul mamelon, la V de măgură, spre satul Holbav 45.70972°N 25.40306°E | sec. X - XIII, Epoca medievală                                                 |                       | Raportează eroare |
| BV-I-m-A-11267.02 (RAN: 40250.01.01)              | Așezare dacică fortificată                                                                     | oraș Codlea                      | „Măgura Codlei”, pe primul mamelon, la V de măgură, spre satul Holbav 45.70972°N 25.40306°E | sec. I a. Chr.-I p. Chr., Latène                                               | Încarcă foto \| video | Raportează eroare |
| BV-I-s-B-11263 (RAN: 40571.01)                    | Situl arheologic de la Calbor                                                                  | sat Calbor; comuna Beclean       | „Piscul Cremenișului” |                                                                                | Încarcă foto \| video | Raportează eroare |
| BV-I-m-B-11263.01 (RAN: 40571.01.02)              | Așezare                                                                                        | sat Calbor; comuna Beclean       | „Piscul Cremenișului” | Latène                                                                         | Încarcă foto \| video | Raportează eroare |
| BV-I-m-B-11263.02 (RAN: 40571.01.01)              | Așezare                                                                                        | sat Calbor; comuna Beclean       | „Piscul Cremenișului” | Neolitic                                                                       | Încarcă foto \| video | Raportează eroare |
| BV-I-s-B-11264 (RAN: 40571.02)                    | Necropolă tumulară romană                                                                      | sat Calbor; comuna Beclean       | „Făgetul Calborului”, la cca. 3 km NV de sat | sec. II p. Chr., Epoca romană                                                  | Încarcă foto \| video | Raportează eroare |
| BV-I-s-B-11265 (RAN: 40777.01)                    | Situl arheologic de la Cața                                                                    | sat Cața; comuna Cața            | „La Fermă” |                                                                                | Încarcă foto \| video | Raportează eroare |
| BV-I-m-B-11265.01 (RAN: 40777.01.02, 42325.01.04) | Așezare romană                                                                                 | sat Cața; comuna Cața            | „La Fermă”, extravilan, pe o terasă în stânga pârâului Homorodul Mare 45.84472°N 24.86472°E | sec. II - III p. Chr., Epoca romană                                            | Încarcă foto \| video | Raportează eroare |
| BV-I-m-B-11265.02 (RAN: 40777.01.01, 42325.01.01) | Așezare hallstattiană                                                                          | sat Cața; comuna Cața            | „La Fermă”, extravilan, pe o terasă în stânga pârâului Homorodul Mare 45.84472°N 24.86472°E | sec. XI - IX a. Chr., Hallstatt                                                | Încarcă foto \| video | Raportează eroare |
| BV-I-s-A-11266 (RAN: 42325.01)                    | Situl arheologic de la Cincșor, punct „Grădiște”                                               | sat Cincșor; comuna Voila        | „Grădiște”, la 6 km E de sat, pe malul drept al Oltului 45.84252°N 24.86661°E |                                                                                | Încarcă foto \| video | Raportează eroare |
| BV-I-m-A-11266.01                                 | Castrul roman de la Cincșor                                                                    | sat Cincșor; comuna Voila        | „Grădiște”, la 6 km E de sat, pe malul drept al Oltului | sec. II - III p. Chr., Epoca romană                                            | Încarcă foto \| video | Raportează eroare |
| BV-I-m-A-11266.02                                 | Așezare romană                                                                                 | sat Cincșor; comuna Voila        | „Grădiște”, la 6 km E de sat, pe malul drept al Oltului | sec. II - III p. Chr., Epoca romană                                            | Încarcă foto \| video | Raportează eroare |
| BV-I-m-A-11266.03                                 | Așezare dacică                                                                                 | sat Cincșor; comuna Voila        | „Grădiște”, la 6 km E de sat, pe malul drept al Oltului | Latène                                                                         | Încarcă foto \| video | Raportează eroare |
| BV-I-m-A-11266.04                                 | Așezare hallstattiană                                                                          | sat Cincșor; comuna Voila        | „Grădiște”, la 6 km E de sat, pe malul drept al Oltului | Hallstatt                                                                      | Încarcă foto \| video | Raportează eroare |
| BV-I-s-B-11268 (RAN: 40866.01)                    | Situl arheologic de la Comăna de Jos                                                           | sat Comăna de Jos; comuna Comăna | „Gruiul Văcarului”, pe o movilă aluvionară, în lunca inundabilă a Oltului 45.93328°N 25.24226°E | sec. VIII - IX                                                                 | Încarcă foto \| video | Raportează eroare |
| BV-I-m-B-11268.01 (RAN: 40866.01.06)              | Așezare                                                                                        | sat Comăna de Jos; comuna Comăna | „Gruiul Văcarului”, pe o movilă aluvionară, în lunca inundabilă a Oltului 45.93328°N 25.24226°E | sec. VIII - IX, Epoca medievală timpurie                                       | Încarcă foto \| video | Raportează eroare |
| BV-I-m-B-11268.02 (RAN: 40866.01.07)              | Fortificație                                                                                   | sat Comăna de Jos; comuna Comăna | „Gruiul Văcarului”, pe o movilă aluvionară, în lunca inundabilă a Oltului 45.93328°N 25.24226°E | sec. XI - XIII, Epoca medievală timpurie                                       | Încarcă foto \| video | Raportează eroare |
| BV-I-m-B-11268.03 (RAN: 40866.01.02)              | Așezare                                                                                        | sat Comăna de Jos; comuna Comăna | „Gruiul Văcarului”, pe o movilă aluvionară, în lunca inundabilă a Oltului 45.93328°N 25.24226°E | Hallstatt A - B                                                                | Încarcă foto \| video | Raportează eroare |
| BV-I-m-B-11268.04 (RAN: 40866.01.03)              | Așezare                                                                                        | sat Comăna de Jos; comuna Comăna | „Gruiul Văcarului”, pe o movilă aluvionară, în lunca inundabilă a Oltului 45.93328°N 25.24226°E | sec. II a. Chr. - I p. Chr., Latène                                            | Încarcă foto \| video | Raportează eroare |
| BV-I-m-B-11268.05 (RAN: 40866.01.01)              | Așezare                                                                                        | sat Comăna de Jos; comuna Comăna | „Gruiul Văcarului”, pe o movilă aluvionară, în lunca inundabilă a Oltului 45.93328°N 25.24226°E | Epoca bronzului mijlociu                                                       | Încarcă foto \| video | Raportează eroare |
| BV-I-s-B-11269 (RAN: 40919.02)                    | Situl arheologic de la Cristian, punct „Dealul Bachel”                                         | sat Cristian; comuna Cristian    | „Dealul Bachel” |                                                                                | Încarcă foto \| video | Raportează eroare |
| BV-I-m-B-11269.01 (RAN: 40919.02.04)              | Așezare                                                                                        | sat Cristian; comuna Cristian    | „Dealul Bachel”, extravilan, la cca. 4 km E de sat, spre Brașov | sec. III - IV p. Chr., Epoca migrațiilor, Cultura Sântana de Mureș - Cerneahov | Încarcă foto \| video | Raportează eroare |
| BV-I-m-B-11269.02 (RAN: 40919.02.01)              | Așezare                                                                                        | sat Cristian; comuna Cristian    | „Dealul Bachel”, extravilan, la cca. 4 km E de sat, spre Brașov | Epoca bronzului                                                                | Încarcă foto \| video | Raportează eroare |
| BV-I-m-B-11269.03 (RAN: 40919.02.02)              | Așezare                                                                                        | sat Cristian; comuna Cristian    | „Dealul Bachel”, extravilan, la cca. 4 km E de sat, spre Brașov | Hallstatt                                                                      | Încarcă foto \| video | Raportează eroare |
| BV-I-m-B-11269.04 (RAN: 40919.02.03)              | Așezare                                                                                        | sat Cristian; comuna Cristian    | „Dealul Bachel”, extravilan, la cca. 4 km E de sat, spre Brașov | Latène                                                                         | Încarcă foto \| video | Raportează eroare |
| BV-I-s-B-11270 (RAN: 40919.01)                    | Situl arheologic de la Cristian                                                                | sat Cristian; comuna Cristian    | Str. Gării |                                                                                | Încarcă foto \| video | Raportează eroare |
| BV-I-m-B-11270.01 (RAN: 40919.01.01)              | Așezare                                                                                        | sat Cristian; comuna Cristian    | Str. Gării, intravilan | Epoca romană                                                                   | Încarcă foto \| video | Raportează eroare |
| BV-I-m-B-11270.02 (RAN: 40919.01.02)              | Așezare                                                                                        | sat Cristian; comuna Cristian    | Str. Gării, intravilan | Latène                                                                         | Încarcă foto \| video | Raportează eroare |
| BV-I-s-B-11271 (RAN: 40722.08)                    | Situl arheologic de la Criț                                                                    | sat Criț; comuna Bunești         | „Biserica evanghelică” | sec. II - III p. Chr.                                                          | Încarcă foto \| video | Raportează eroare |
| BV-I-s-A-11273 (RAN: 41051.03)                    | Situl arheologic de la Crizbav, punct „La Cetate”                                              | sat Crizbav; comuna Crizbav      | „La Cetate” 45.8185°N 25.4388°E |                                                                                | Încarcă foto \| video | Raportează eroare |
| BV-I-m-A-11273.01 (RAN: 41051.03.01)              | Ruinele cetății Heldenburg                                                                     | sat Crizbav; comuna Crizbav      | „La Cetate”, la cota de 1104 m, la cca. 5 km N de sat 45.85667°N 25.44861°E | sec. XII - XIII, Epoca medievală                                               | Alte imagini          | Raportează eroare |
| BV-I-m-A-11273.02 (RAN: 41051.03.02)              | Așezare hallstattiană                                                                          | sat Crizbav; comuna Crizbav      | „La Cetate”, la cota de 1104 m, la cca. 5 km N de sat 45.85667°N 25.44861°E | sec. XI - IX a. Chr., Hallstatt                                                | Încarcă foto \| video | Raportează eroare |
| BV-I-m-A-11273.03 (RAN: 41051.03.03)              | Fortificație dacică                                                                            | sat Crizbav; comuna Crizbav      | „La Cetate”, la cota de 1104 m, la cca. 5 km N de sat 45.85667°N 25.44861°E | sec. V a. Chr.-I p. Chr., Latène                                               | Încarcă foto \| video | Raportează eroare |
| BV-I-s-B-11274 (RAN: 41202.01)                    | Situl arheologic de la Cuciulata, punct „Pleșița Pietroasă”                                    | sat Cuciulata; comuna Hoghiz     | „Pleșita Pietroasă” |                                                                                | Încarcă foto \| video | Raportează eroare |
| BV-I-m-B-11274.01 (RAN: 41202.01.01)              | Așezare                                                                                        | sat Cuciulata; comuna Hoghiz     | „Pleșita Pietroasă”, la 2,5 km E-NE de satul Comana de Jos și la 4 km de așezarea dacică de la „Stogul lui Coțofan”, pe pârâul Hotarului                                                            | Epoca bronzului                                                                | Încarcă foto \| video | Raportează eroare |
| BV-I-m-B-11274.02 (RAN: 41202.01.02)              | Așezare                                                                                        | sat Cuciulata; comuna Hoghiz     | „Pleșita Pietroasă”, la 2,5 km E-NE de satul Comana de Jos și la 4 km de așezarea dacică de la „Stogul lui Coțofan”, pe pârâul Hotarului                                                            | sec. III a. Chr.-I p. Chr., Latène                                             | Încarcă foto \| video | Raportează eroare |
| BV-I-s-B-11275 (RAN: 41202.02)                    | Situl arheologic de la Cuciulata, punct „Stogul lui Coțofan”                                   | sat Cuciulata; comuna Hoghiz     | „stogul lui Coțofan” |                                                                                | Încarcă foto \| video | Raportează eroare |
| BV-I-m-B-11275.01 (RAN: 41202.02.01)              | Așezare                                                                                        | sat Cuciulata; comuna Hoghiz     | „Stogul lui Coțofan”, la marginea de SE a satului Cuciulata, la confluența pârâului Bârculnicu cu pârâul Lupșa (536 m înălțime)                                                                     | sec. I a. Chr.-I p. Chr., Latène                                               | Încarcă foto \| video | Raportează eroare |
| BV-I-m-B-11275.02 (RAN: 41202.02.03, 41202.02.05) | Fortificație                                                                                   | sat Cuciulata; comuna Hoghiz     | „Stogul lui Coțofan”, la marginea de SE a satului Cuciulata, la confluența pârâului Bârculnicu cu pârâul Lupșa (536 m înălțime)                                                                     | sec. Ia. Chr-Ip.Chr                                                            | Încarcă foto \| video | Raportează eroare |
| BV-II-a-B-11641                                   | Ansamblul urban „Centrul istoric”                                                              | oraș Codlea                      | Str. Iancu Avram, str. Constituției, str. Lungă, str. Horia, str. Măgurii, str. Laterală, str. Nouă, str. Scheilor, str. Vladimirescu Tudor, str. Cetății, casele de pe ambele laturi ale străzilor | sec. XVIII - XIX                                                               | Încarcă foto \| video | Raportează eroare |
| BV-II-m-B-11642                                   | Casa Iacob Moise                                                                               | oraș Codlea                      | Str. Kogălniceanu Mihail 4 | 1857                                                                           | Încarcă foto \| video | Raportează eroare |
| BV-II-a-A-11643 (RAN: 40250.09)                   | Ansamblul bisericii evanghelice fortificate                                                    | oraș Codlea                      | Str. Lungă 113 45.6975°N 25.44388°E | sec. XIII-XIX                                                                  | Alte imagini          | Raportează eroare |
| BV-II-m-A-11643.01 (RAN: 40250.09.02)             | Biserica evanghelică                                                                           | oraș Codlea                      | Str. Lungă 113 | sec. XIII, sec. XV, 1702                                                       | Alte imagini          | Raportează eroare |
| BV-II-m-A-11643.02 (RAN: 40250.09.03)             | Încăperi pentru provizii                                                                       | oraș Codlea                      | Str. Lungă 113 45.7097°N 25.4031°E | sec. XV, 1807                                                                  | Alte imagini          | Raportează eroare |
| BV-II-m-A-11643.03 (RAN: 40250.09.01)             | Incintă fortificată, cu turnuri de apărare                                                     | oraș Codlea                      | Str. Lungă 113 | sec. XV - XIX                                                                  | Încarcă foto \| video | Raportează eroare |
| BV-II-m-B-11644                                   | Fosta Primărie                                                                                 | oraș Codlea                      | Str. Lungă 113 | 1829                                                                           |                       | Raportează eroare |
| BV-II-m-B-11645 (RAN: 40250.08)                   | Casă                                                                                           | oraș Codlea                      | Str. Măgurii 3 45.69997°N 25.44504°E | 1647                                                                           |                       | Raportează eroare |
| BV-II-m-B-11646                                   | Casă                                                                                           | oraș Codlea                      | Str. Măgurii 7 45.69998°N 25.44449°E | sec. XVIII                                                                     |                       | Raportează eroare |
| BV-II-m-B-11647                                   | Casă                                                                                           | oraș Codlea                      | Str. Nouă 6 | 1769                                                                           |                       | Raportează eroare |
| BV-II-m-B-11621                                   | Biserica „Sf. Nicolae”                                                                         | sat Calbor; comuna Beclean       | 11 | 1802                                                                           | Alte imagini          | Raportează eroare |
| BV-II-m-A-11622 (RAN: 40571.05)                   | Biserica „Sf. Arhangheli”                                                                      | sat Calbor; comuna Beclean       | 88 | 1732 Pantelimon din Făgăraș (1813) (pictor)                                    | Alte imagini          | Raportează eroare |
| BV-II-a-A-11623 (RAN: 40777.07)                   | Ansamblul rural „Piața Centrală”                                                               | sat Cața; comuna Cața            | Construcțiile de pe cele patru laturi ale pieței | sec. XIII-XIX                                                                  |                       | Raportează eroare |
| BV-II-a-B-11624 (RAN: 40777.08)                   | Ansamblu rural                                                                                 | sat Cața; comuna Cața            | nr. 190-223, 261-273 | sec. XVIII                                                                     | Alte imagini          | Raportează eroare |
| BV-II-m-B-11625                                   | Casa Michael Lienert                                                                           | sat Cața; comuna Cața            | 95 | 1808                                                                           | Încarcă foto \| video | Raportează eroare |
| BV-II-m-A-11626                                   | Casa Günther Thomes                                                                            | sat Cața; comuna Cața            | 266 | 1833                                                                           | Încarcă foto \| video | Raportează eroare |
| BV-II-m-A-11627                                   | Casa Georg Mathie                                                                              | sat Cața; comuna Cața            | Str. Bisericii 265 | 1872 - 1883                                                                    | Încarcă foto \| video | Raportează eroare |
| BV-II-a-A-11628 (RAN: 40777.05)                   | Ansamblul bisericii evanghelice fortificate                                                    | sat Cața; comuna Cața            | Str. Principală 37 46.09°N 25.28111°E | sec. XIII-XIX                                                                  | Alte imagini          | Raportează eroare |
| BV-II-m-A-11628.01 (RAN: 40777.05.02)             | Biserica evanghelică                                                                           | sat Cața; comuna Cața            | Str. Principală 37 | sec. XIII-XIX                                                                  |                       | Raportează eroare |
| BV-II-m-A-11628.02 (RAN: 40777.05.01)             | Dublă incintă fortificată, cu patru turnuri                                                    | sat Cața; comuna Cața            | Str. Principală 37 46.09°N 25.28111°E | sec. XV - XVII                                                                 |                       | Raportează eroare |
| BV-II-m-A-11628.03                                | Fosta școală confesională evanghelică, azi școală generală                                     | sat Cața; comuna Cața            | Str. Principală 37 | 1884                                                                           |                       | Raportează eroare |
| BV-II-m-B-11629                                   | Casa parohială evanghelică                                                                     | sat Cața; comuna Cața            | Str. Principală 37 | sec. XVIII                                                                     |                       | Raportează eroare |
| BV-II-m-B-11630                                   | Casa Hones-Marcus                                                                              | sat Cața; comuna Cața            | Str. Principală 142 | 1824                                                                           | Alte imagini          | Raportează eroare |
| BV-II-m-A-11631 (RAN: 40777.06)                   | Biserica „Sfânta Treime”                                                                       | sat Cața; comuna Cața            | Str. Principală 193 | sec. XVIII                                                                     | Alte imagini          | Raportează eroare |
| BV-II-m-B-11632                                   | Fosta școală românească                                                                        | sat Cața; comuna Cața            | Str. Românilor 170- A | 1936                                                                           |                       | Raportează eroare |
| BV-II-m-A-11633                                   | Biserica „Adormirea Maicii Domnului”                                                           | sat Cheia; comuna Moieciu        | 27 45.45931°N 25.31074°E | 1813                                                                           |                       | Raportează eroare |
| BV-II-a-A-11634 (LMI55: 2777) (RAN: 42325.10)     | Ansamblul bisericii evanghelice fortificate                                                    | sat Cincșor; comuna Voila        | 103 45.83611°N 24.83277°E | sec. XIII-XIX                                                                  | Alte imagini          | Raportează eroare |
| BV-II-m-A-11634.01 (RAN: 42325.10.02)             | Biserica evanghelică fortificată                                                               | sat Cincșor; comuna Voila        | 103 | sec. XIII, sec. XV-XIX                                                         |                       | Raportează eroare |
| BV-II-m-A-11634.02 (RAN: 42325.10.01)             | Incintă fortificată, cu trei turnuri și turn de poartă, zwinger cu intrare fortificată și turn | sat Cincșor; comuna Voila        | 103 | sec. XV - XVI                                                                  |                       | Raportează eroare |
| BV-II-m-B-11636                                   | Casa Ștefan Untch                                                                              | sat Cincu; comuna Cincu          | 224 | sec. XIX                                                                       | Încarcă foto \| video | Raportează eroare |
| BV-II-m-B-11637 (RAN: 40839.07)                   | Școala Latină                                                                                  | sat Cincu; comuna Cincu          | 251 | sec. XVIII                                                                     | Încarcă foto \| video | Raportează eroare |
| BV-II-m-B-11638 (RAN: 40839.08)                   | Fosta primărie                                                                                 | sat Cincu; comuna Cincu          | 353 | sec. XVIII                                                                     | Încarcă foto \| video | Raportează eroare |
| BV-II-a-A-11639 (RAN: 40839.06)                   | Ansamblul bisericii evanghelice fortificate                                                    | sat Cincu; comuna Cincu          | 528 45.91611°N 24.80638°E | sec. XIII-XIX                                                                  | Alte imagini          | Raportează eroare |
| BV-II-m-A-11639.01 (RAN: 40839.06.02)             | Biserica evanghelică                                                                           | sat Cincu; comuna Cincu          | 528 | sec. XIII,1522, 1694, 1754-1755, 1815                                          |                       | Raportează eroare |
| BV-II-m-A-11639.02 (RAN: 40839.06.01)             | Incintă fortificată - fragmente incintă interioară și bastion (vechea Primărie)                | sat Cincu; comuna Cincu          | 528 | sec. XIV - XVII                                                                | Încarcă foto \| video | Raportează eroare |
| BV-II-m-A-11639.03 (RAN: 40839.06.03)             | Incintă fortificată - fragmente incintă exterioară, î nc ăpere pentru provizii                 | sat Cincu; comuna Cincu          | 528 | sec. XVI - XVII                                                                | Încarcă foto \| video | Raportează eroare |
| BV-II-a-B-11640 (RAN: 42097.05)                   | Ansamblul bisericii reformate fortificate                                                      | sat Cobor; comuna Ticuș          | 100 | sec. XV - XIX                                                                  | Alte imagini          | Raportează eroare |
| BV-II-m-B-11640.01 (RAN: 42097.05.02)             | Biserica reformată                                                                             | sat Cobor; comuna Ticuș          | 100 | sec. XV - XIX                                                                  | Alte imagini          | Raportează eroare |
| BV-II-m-B-11640.02 (RAN: 42097.05.01)             | Incintă fortificată cu două turnuri                                                            | sat Cobor; comuna Ticuș          | 100 | sec. XVI - XVII                                                                | Alte imagini          | Raportează eroare |
| BV-II-m-B-11648 (RAN: 40866.11)                   | Biserica „Sf. Nicolae”                                                                         | sat Comăna de Jos; comuna Comăna | 1 | sec. XVIII                                                                     | Încarcă foto \| video | Raportează eroare |
| BV-II-m-B-11649 (RAN: 40866.05)                   | Biserica „Cuvioasa Paraschiva”                                                                 | sat Comăna de Jos; comuna Comăna | 315 45.91183°N 25.22887°E | sec. XVII                                                                      |                       | Raportează eroare |
| BV-II-m-B-11650 (RAN: 40875.02)                   | Biserica „Adormirea Maicii Domnului”                                                           | sat Comăna de Sus; comuna Comăna | 118 | sec. XVIII                                                                     | Alte imagini          | Raportează eroare |
| BV-II-a-A-11651 (RAN: 41131.03)                   | Ansamblul bisericii „Buna Vestire”                                                             | sat Copăcel; comuna Hârseni      | 65 | sec. XVIII                                                                     | Alte imagini          | Raportează eroare |
| BV-II-m-A-11651.01 (RAN: 41131.03.01)             | Biserica „Buna Vestire”                                                                        | sat Copăcel; comuna Hârseni      | 65 | 1727 - 1797                                                                    | Încarcă foto \| video | Raportează eroare |
| BV-II-m-A-11651.02 (RAN: 41131.03.02)             | Zid de incintă                                                                                 | sat Copăcel; comuna Hârseni      | 65 | sec. XVIII                                                                     | Încarcă foto \| video | Raportează eroare |
| BV-II-a-A-11652 (RAN: 40919.12)                   | Ansamblul bisericii evanghelice fortificate                                                    | sat Cristian; comuna Cristian    | Str. Libertății 8 45.6256°N 25.4804°E | sec. XIII-XIX                                                                  | Alte imagini          | Raportează eroare |
| BV-II-m-A-11652.01 (RAN: 40919.12.02)             | Biserica evanghelică                                                                           | sat Cristian; comuna Cristian    | Str. Libertății 8 45.62691°N 25.47752°E | a doua jum. a sec. XIV, 1839 - 1841                                            |                       | Raportează eroare |
| BV-II-m-A-11652.02 (RAN: 40919.12.01)             | Dublă incintă fortificată, cu turnuri și barbacană                                             | sat Cristian; comuna Cristian    | Str. Libertății 8 | sec. XV - XVII                                                                 |                       | Raportează eroare |
| BV-II-m-B-11653                                   | Fosta școală confesională evanghelică, azi școală generală                                     | sat Cristian; comuna Cristian    | Str. Libertății 12 | 1877 - 1879                                                                    | Alte imagini          | Raportează eroare |
| BV-II-m-B-11654                                   | Casa Georg Baltres                                                                             | sat Cristian; comuna Cristian    | Str. Morii 17 | 1811                                                                           | Alte imagini          | Raportează eroare |
| BV-II-m-B-11655                                   | Casă                                                                                           | sat Cristian; comuna Cristian    | Str. Morii 41 | sec. XVIII                                                                     | Alte imagini          | Raportează eroare |
| BV-II-a-B-11656 (RAN: 40919.11)                   | Ansamblul bisericii „Adormirea Maicii Domnului”                                                | sat Cristian; comuna Cristian    | Str. Popovici Stoica 17 | sec. XVIII                                                                     |                       | Raportează eroare |
| BV-II-m-B-11656.01 (RAN: 40919.11.01)             | Biserica „Adormirea Maicii Domnului”                                                           | sat Cristian; comuna Cristian    | Str. Popovici Stoica 17 | 1795                                                                           | Încarcă foto \| video | Raportează eroare |
| BV-II-m-B-11657                                   | Casa Simon Schmidts                                                                            | sat Cristian; comuna Cristian    | Str. Republicii 62 | sec. XVIII                                                                     |                       | Raportează eroare |
| BV-II-m-B-11658                                   | Casa Kurt Boltres                                                                              | sat Cristian; comuna Cristian    | Str. Republicii 77 | sec. XVIII                                                                     | Încarcă foto \| video | Raportează eroare |
| BV-II-m-B-11659                                   | Sala comunală evanghelică, azi căminul cultural                                                | sat Cristian; comuna Cristian    | Str. Republicii 103 | 1927                                                                           |                       | Raportează eroare |
| BV-II-a-B-11660 (RAN: 40722.07)                   | Ansamblul rural „Str. Principală”                                                              | sat Criț; comuna Bunești         | Str. Principală, ambele laturi ale străzii, între nr. 15 și 188. | sec. XVIII - XIX                                                               |                       | Raportează eroare |
| BV-II-a-A-11661 (RAN: 40722.06)                   | Ansamblul bisericii evanghelice fortificate                                                    | sat Criț; comuna Bunești         | 25 46.12293°N 25.01734°E | sec. XV - XIX                                                                  | Alte imagini          | Raportează eroare |
| BV-II-m-A-11661.01 (RAN: 40722.06.01)             | Biserica evanghelică                                                                           | sat Criț; comuna Bunești         | 25 | 1810 - 1813                                                                    |                       | Raportează eroare |
| BV-II-m-A-11661.02 (RAN: 40722.06.03)             | Fântână                                                                                        | sat Criț; comuna Bunești         | 25 | 1753                                                                           |                       | Raportează eroare |
| BV-II-m-A-11661.03 (RAN: 40722.06.02)             | Incintă fortificată, cu cinci turnuri, trei zwingere (nord - unul și sud - două)               | sat Criț; comuna Bunești         | 25 | sec. XVI - XVII                                                                |                       | Raportează eroare |
| BV-II-m-A-11662 (RAN: 41051.01)                   | Cetatea Heldenburg                                                                             | sat Crizbav; comuna Hălchiu      | La cca. 5 km de sat, la cota 1104, în punctul „La Cetate” | sec. XIII                                                                      | Alte imagini          | Raportează eroare |
| BV-II-a-B-11663 (RAN: 41202.07)                   | Ansamblul rural „Str. Principală”                                                              | sat Cuciulata; comuna Hoghiz     | Str. Principală, zona din jurul bisericii ortodoxe | sec. XVIII - XIX                                                               | Încarcă foto \| video | Raportează eroare |
| BV-II-m-B-11664 (RAN: 41202.06)                   | Biserica de lemn „Cuvioasa Paraschiva”                                                         | sat Cuciulata; comuna Hoghiz     | 369 45.94166°N 25.27777°E | 1700 - 1752                                                                    |                       | Raportează eroare |
| BV-II-m-A-11665                                   | Biserica „Cuvioasa Paraschiva”                                                                 | sat Cuciulata; comuna Hoghiz     | 463 | 1784 - 1791                                                                    | Încarcă foto \| video | Raportează eroare |
| BV-IV-m-B-11911                                   | Casa pictorului Aurel Bordenache                                                               | oraș Codlea                      | Str. Bălcescu Nicolae 45B | sec. XX                                                                        | Încarcă foto \| video | Raportează eroare |
| BV-IV-m-B-11912 (RAN: 40250.11)                   | Casina Română                                                                                  | oraș Codlea                      | Str. Constituției 48 | 1800                                                                           | Încarcă foto \| video | Raportează eroare |
| BV-IV-m-B-11913 (RAN: 40839.12)                   | Școala germană                                                                                 | oraș Codlea                      | Str. Măgurii 4 45.70023°N 25.44468°E | 1772                                                                           |                       | Raportează eroare |
| BV-IV-m-B-11914                                   | Casa pictorului Eduard Morres                                                                  | oraș Codlea                      | Str. Măgurii 13 | sec. XIX                                                                       | Încarcă foto \| video | Raportează eroare |
| BV-IV-m-B-11915                                   | Casa scriitorului popular Michael Königes                                                      | oraș Codlea                      | Str. Măgurii 20 45.70349°N 25.44034°E | sec. XIX                                                                       |                       | Raportează eroare |
| BV-IV-m-B-11907                                   | Casa Ion Ursu                                                                                  | sat Cața; comuna Cața            | 153 | sec. XX                                                                        | Încarcă foto \| video | Raportează eroare |
| BV-IV-m-B-11908                                   | Casa Ion Popescu                                                                               | sat Cața; comuna Cața            | 212 | sec. XX                                                                        | Încarcă foto \| video | Raportează eroare |
| BV-IV-m-B-11909 (RAN: 40839.09)                   | Școala românească                                                                              | sat Cincu; comuna Cincu          | 17 | sec. XVIII                                                                     | Încarcă foto \| video | Raportează eroare |
| BV-IV-m-B-11910                                   | Casa Valeriu Braniște                                                                          | sat Cincu; comuna Cincu          | 252 | sec. XX                                                                        | Încarcă foto \| video | Raportează eroare |
| BV-IV-m-B-11656.02 (RAN: 40919.11.02)             | Cimitirul bisericii „Adormirea Maicii Domnului”                                                | sat Cristian; comuna Cristian    | Str. Popovici Stoica 17 |                                                                                |                       | Raportează eroare |
| BV-IV-m-B-11916                                   | Casa Aron Pumnul                                                                               | sat Cuciulata; comuna Hoghiz     | 113 | sec. XIX                                                                       | Încarcă foto \| video | Raportează eroare |